# Mitropacup 1956
De Mitropacup 1956 was de 16e editie van deze internationale beker en voorloper van de huidige Europacups.
Vasas Boedapest was de vierde Hongaarse club, na Ferencvárosi TC en Újpest FC en Vörös Lobogo, die deze cup wist te winnen. Het zou de eerste van uiteindelijk zes Mitropacup zeges zijn.
De Deelnemende clubs kwamen uit Hongarije, Joegoslavië, Oostenrijk en Tsjechoslowakije.
 Kwart finale 
| Winnaar           | Land                           | Uitslagen       | Land                       | Verliezer          |
| ----------------- | ------------------------------ | --------------- | -------------------------- | ------------------ |
| Vasas Boedapest   | Vlag van Hongarije (1949-1956) | 2-0 , 2-2       | Vlag van Tsjecho-Slowakije | ÚDA Praag          |
| Rapid Wien        | Vlag van Oostenrijk            | 3-0 , 1-3       | Vlag van Tsjecho-Slowakije | Slovan Bratislava  |
| Partizan Belgrado | Vlag van Joegoslavië           | 1-1 , 1-1 , 4-0 | Vlag van Oostenrijk        | Wacker Wien        |
| Vörös Lobogo      | Vlag van Hongarije (1949-1956) | 1-1 , 5-3       | Vlag van Joegoslavië       | Rode Ster Belgrado |

 Halve finale 
| Winnaar         | Land                           | Uitslagen | Land                           | Verliezer         |
| --------------- | ------------------------------ | --------- | ------------------------------ | ----------------- |
| Vasas Boedapest | Vlag van Hongarije (1949-1956) | 0-1 , 6-1 | Vlag van Joegoslavië           | Partizan Belgrado |
| Rapid Wien      | Vlag van Oostenrijk            | 3-3 , 4-3 | Vlag van Hongarije (1949-1956) | Vörös Lobogo      |

 Finale 
| WINNAAR         | Land                           | Uitslagen       | Land                | FINALIST   |
| --------------- | ------------------------------ | --------------- | ------------------- | ---------- |
| Vasas Boedapest | Vlag van Hongarije (1949-1956) | 3-3 , 1-1 , 9-2 | Vlag van Oostenrijk | Rapid Wien |

1927 · 1928 · 1929 · 1930 · 1931 · 1932 · 1933 · 1934 · 1935 · 1936 · 1937 · 1938 · 1939 · 1940 · 1951 · 1955 · 1956 · 1957 · 1958 · 1959 · 1960 · 1961 · 1962 · 1963 · 1964 · 1965 · 1966 · 1967 · 1968 · 1969 · 1970 · 1971 · 1972 · 1973 · 1974 · 1975 · 1976 · 1977 · 1978 · 1980 · 1981 · 1982 · 1983 · 1984 · 1985 · 1986 · 1987 · 1988 · 1989 · 1990 · 1991 · 1992